# Милиметър
Милиметърът (означение mm) е една хилядна от метъра, който е основната единица за дължина в системата SI. Милиметърът е част от най-разпространената метрична система. Съответната единица за площ е квадратен милиметър, а съответната единица за обем е кубичен милиметър. В българските популярни издания милиметърът се означава и с мм.
микрометър << милиметър << сантиметър << дециметър << метър << декаметър << километър

## Приравняване към други единици за дължина
1 милиметър е равен на:
- 0,1 сантиметър (1 сантиметър е равен на 10 милиметра)
- 0,001 метър (1 метър е равен на 1000 милиметра)
- 0,000001 километър (1 км е равен на 1 000 000 мм)
- прибл. 0,03937 международни инча (1 международен инч е равен точно на 25,4 милиметра или 2,54 сантиметра)